# Ibaraki-gun

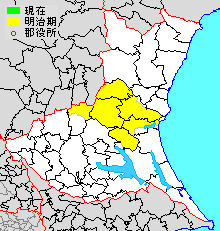
Ibaraki-gun (gelb) in Ibaraki-ken (weiß) mit Gemeindegrenzen des 3. Jahrtausends (schwarz)

Ibaraki (japanisch 茨城郡 Ibaraki-gun, historische Lesung Ibaraki no kōri) war ein Kreis (kōri/-gun) der japanischen Ritsuryō-Provinz (kuni/-shū) Hitachi/Jōshū und nach der Meiji-Restauration der als Verwaltungssitz namensgebende Landkreis der Präfektur (-ken) Ibaraki. Als 1878/79 die antiken Kreise als moderne Verwaltungseinheit reaktiviert und neu geordnet wurden, wurde er in die Kreise West-Ibaraki (Nishi-Ibaraki) und Ost-Ibaraki (Higashi-Ibaraki) geteilt. Ersterer erlosch 2006, letzterer besteht noch aus drei Städten. Das Gebiet von Ibaraki erstreckte darüber hinaus auch in die heutigen kreisfreien Städte (-shi) Mito, Kasama, Hitachi-Ōmiya, Omitama und Sakuragawa.